# SS1
A SS1 foi um tipo de locomotiva elétrica de corrente contínua usada pela China Railways, foi a primeira locomotiva elétrica chinesa em uma linha principal. Foi construída pela Zhuzhou Electric Locomotive Works com assistência da União Soviética, seguiu o design da locomotiva soviética H60, com arranjo Co'Co'.